# Пирятинська 1-ша сотня
Перша Пирятинська сотня — адміністративно-територіальна та військова одиниця Лубенського полку за Гетьманщини (Військо Запорозьке Городове) з центром у містечку Пирятин.

## Історія
Утворена восени 1648 року у складі Лубенського полку. У 1649 році, за Зборівським миром, включена до складу Кропивнянського полку, в якому перебувала до 1658 року. Загальна кількість козаків (разом із Пирятинською 2-ю сотнею) складала 307 чоловік.
У жовтні 1658 року Іван Виговський передав Пирятин і його підлеглі території до складу Лубенського полку, в якому вони перебували до ліквідації полково-сотенної адміністрації Лівобережної України у 1782 році. Населені пункти сотні було розподілено поміж Пирятинським, Лубенським та Золотоніським повітами Київського намісництва.

## Сотенний устрій

### Сотники
| - Лелет Ничипір (1-ї; 1649) - Котурженко Іван (? — 1659 — ?) - Гамалія Григорій Михайлович (? — 1661—1664) - Козодавський Андрій (? — 1666 -?) - Додока Остап (? — 1671.01. — ?) - Заборовський Гапон Лукашевич (? — 1672 — ?), (можливо, Заборовський Герасим Гапонович) - Додока Остап (? — 1678 — ?) - Семашко Влас (? — 1681 — ?) - Бурий Микита Іванович (? — 1683 — ?) - Семашко Влас (? — 1684—1687 — ?) | - Кичкаровський Леонтій Іванович (? — 1687—1688 — ?) - Додока Григорій (1688, нак.), - Ангелієвський, Гладкий Андрій (? — 1688—1695) - Вакулович Семен (1696—1719 — ?) - Огронович Григорій Корнійович (1717, нак.; повний: 1719—1750) - Куриленко Павло Тимішович (1723, нак.) - Колатевський Григорій (1750 — ?) - Огранович Михайло Григорович (1-ї; 1760—1763), - Щербак Максим (1-ї; 1763—1768), - Плевковський Ісак Григорович (1-ї; 1768—1783), |

### Писарі
- Волошинов Юрій Іванович (1686, городовий)
- Данилович Демян (1687, городовий)
- Кичкаровський Леонтій Іванович (1687)
- Опришко Михайло Іванович (? — 1688—1697 — ?)
- Яцькевич Євстафій (1698)
- Павлович Василь (1699—1700)
- Веріун Потап Павлович (? — 1700—1704 — ?)
- Якимович Микита (? — 1710 — ?)
- Іванович Сава (? — 1713—1718 — ?)
- Пасюта Михайло Іванович (? -1727 — 1731 — ?)
- Григорович Микита (? -1737 — 1743 — ?)
- Ханчинський Данило (1764—1770)

### Осавули
- Цекало Луцько (? — 1735 — ?)
- Божко Дорош (? — 1740—1743 — ?)
- Худолій Василь Максимович, Карась Іван (? — 1758 — ?)
- Джим Василь Опанасович (1-ї; 1768—1780 — ?)
- Зубко Тиміш (1-ї; ? — 1769 — ?)

### Хорунжі
- Щегельський Кирило (? — 1756)
- Щегельський Юхим (1756 — ?)
- Шебеденко Дмитро (1767—1775 — ?)
- Щигельський Микита Кирилович (і-ї; 1763—1775)
- Щегельський Олександр Микитович (і-ї; 1775—1780 — ?)
- Гербанський Герасим (1781 — ?)

### Городові отамани
| - Ільєнко Іван (? — 1664 — ?) - Криницький Кузьма (? — 1683- ?) - Гладкий Андрій (? — 1683—1686 — ?) - Куриленко Тиміш (? — 1686 — ?) - Гладкий Андрій (? — 1687 — ?) - Куриленко Тиміш (? — 1688—1698 — ?) - Губка Федір Іванович (? — 1698—1699 — ?) - Кичкаровський Леонтій Іванович (1700 — ?) - Куриленко Павло Тимішович (? — 1703 — ?) | - Кичкаровський Леонтій Іванович (? — 1705 — ?) - Ярмоленко Федір (? — 1708 — ?) - Семашко Влас (? — 1710 — ?) - Григорович Іван (? — 1711—1712 — ?) - Куриленко Павло Тимішович (? — 1714—1715 — ?) - Кичкаровський Яків Леонтійович (1717—1719) - Куриленко Іван Тимішович (1719 — ?) - Пасюта Іван Ілліч (? — 1725—1730 — ?) - Корепецький Василь (? — 1731—1732 — ?) | - Пасюта Михайло Іванович (? — 1735 — ?) - Степанів Андрій (? — 1737—1743 — ?) - Сахновський Петро (? — 1750 — ?) - Микита Григорович (? — 1755—1759 — ?) - Клименко (? — 1765 — ?) - Синельник Микита (раніше 1766) - Петновський Йосип (1-ї; ? — 1763.12.2912 — 1769 — ?) - Заїковський Гаврило Сидорович (1-ї; 1772—1780 — ?) - Михайловський Іван (1780—1782). |

## Населені пункти
Населені пункти в 1740-1750-х оках.: Артемівщина, село; Артемівщина, хутір на Скочаку; Березова Рудка, село; Білоцерківці, село; Бубни, село; Вечірки, село; Городище, село; Грабарівка, село; Григорівка, хутір; Дащенки, село; Каплинці, село; Корніївка, село; Короваї, село; Крачківка, село; Круча, село; Кулажинці, село; Леляки, село; Митченки, село; Многа, хутір; Петрівка, хутір; Пирятин, місто; Сасинівка, село; Смотрики, село; Усівка, село; Харківці, село. Хутори: Вакуловичевої; Григоровича, пирятинського отамана; Іванова Нестора, значкового товариша; Ільченка, пирятинського писаря; Ісаєнка Максима, козака; Корнієвича Григорія, бунчукового товариша; Корнієвича Петра, значкового товариша; Лизогуба Григорія, бунчукового товариша; Максимовича, пирятинського протопопа; Максимовича Єлисея, пирятинського священика; Марковича Івана; Марковичевої; Огроновича, прилуцького судді; Олександровича Івана, бунчукового товариша; Оріховського, лубенського протопопа; Пасюти Михайла; Полтавцева; Самойловича, значкового товариша; Ставровського, комісаріатського писаря; Стефанова, абшитованого пирятинського отамана; Олексія і Романа Таранових, пирятинських козаків; Троцького, чорнуського сотника; Федорова, намісника Хрестового; Худолія Мусія, значкового товариша; Хоменка Яроша, козака; Шелехівщина, хутір; Яцин, село.
У  Рум'янцевському описі 1765—1769 років до першої Пирятинської сотні вписані, крім названих населених пунктів, також села: Малютинці, Олексіївка, Савенці, Сурмачівка, Теплівка; слободи: Яр, Шелехівка; хутори: Кононівка, Макіївський Яр, Наталівка, Переводський, Селище, Сліпорід.

## Опис 1-ї Пирятинської сотні
За описом Київського намісництва 1781 року наявні наступні дані про кількість сіл та населення Першої Пирятинської сотні (за новоствореними повітами) напередодні ліквідації:
| Населені пункти 1-ї Пирятинської сотні                                              | Дворян і шляхетства | Різночинців | Духовенства | Церковників | Греків | Хат              | Хат                   | Хат   | Хат                                        | Хат                                                           | Всього | Всього                             |
| ----------------------------------------------------------------------------------- | ------------------- | ----------- | ----------- | ----------- | ------ | ---------------- | --------------------- | ----- | ------------------------------------------ | ------------------------------------------------------------- | ------ | ---------------------------------- |
| Населені пункти 1-ї Пирятинської сотні                                              | Дворян і шляхетства | Різночинців | Духовенства | Церковників | Греків | козаків виборних | козаків підпомічників | міщан | посполитих коронних, в тому числі рангових | посполитих власницьких, різночинських і козацьких підсусідків | хат    | за останньою 1764 року ревізії душ |
| Відійшли до Пирятинського повіту (Київського намісництва):                          |                     |             |             |             |        |                  |                       |       |                                            |                                                               |        |                                    |
| місто Пирятин                                                                       | 25                  | 24          | 8           | 6           | —      | 100              | 98                    | —     | 5                                          | 580                                                           | 783    | —                                  |
| село Білоцерківці                                                                   | 1                   | 1           | 1           | 3           | —      | 132              | 28                    | —     | —                                          | 114                                                           | 274    | —                                  |
| село Дащенки                                                                        | 4                   | 2           | 3           | 3           | —      | 115              | 31                    | —     | —                                          | 131                                                           | 277    | —                                  |
| село Усівка                                                                         | 1                   | 4           | 2           | 1           | —      | 72               | 48                    | —     | —                                          | 65                                                            | 185    | —                                  |
| село Каплинці                                                                       | —                   | 4           | 1           | 1           | —      | 108              | 32                    | —     | 35                                         | 27                                                            | 202    | —                                  |
| село Яцини                                                                          | —                   | 4           | 1           | —           | —      | 160              | 37                    | —     | —                                          | 18                                                            | 215    | —                                  |
| слобода Щербаківка                                                                  | 1                   | —           | —           | —           | —      | —                | —                     | —     | —                                          | 56                                                            | 56     | —                                  |
| село Короваї                                                                        | —                   | —           | 2           | —           | —      | —                | —                     | —     | —                                          | 104                                                           | 104    | —                                  |
| селище Глибокий Яр                                                                  | —                   | —           | —           | —           | —      | —                | —                     | —     | —                                          | 35                                                            | 35     | —                                  |
| село Кононівка                                                                      | 1                   | —           | —           | 1           | —      | —                | —                     | —     | —                                          | 98                                                            | 98     | —                                  |
| село Теплівка                                                                       | —                   | —           | 1           | 1           | —      | —                | —                     | —     | —                                          | 205                                                           | 205    | —                                  |
| селище Смотрики                                                                     | —                   | 1           | —           | —           | —      | 19               | —                     | —     | —                                          | 92                                                            | 111    | —                                  |
| село Кулажинці                                                                      | —                   | —           | 1           | —           | —      | —                | —                     | —     | —                                          | 84                                                            | 84     | —                                  |
| село Малютинці                                                                      | 2                   | 4           | 2           | 2           | —      | 29               | 3                     | —     | —                                          | 135                                                           | 167    | —                                  |
| село Березова Рудка                                                                 | 1                   | —           | 1           | 1           | —      | —                | —                     | —     | —                                          | 230                                                           | 230    | —                                  |
| селище Крячківка                                                                    | —                   | —           | —           | —           | —      | —                | —                     | —     | —                                          | 94                                                            | 94     | —                                  |
| село Митченки                                                                       | —                   | —           | 1           | 1           | —      | 27               | 28                    | —     | 10                                         | 14                                                            | 79     | —                                  |
| село Сасинівка                                                                      | —                   | 1           | 3           | 1           | —      | 117              | 12                    | —     | 116                                        | 28                                                            | 273    | —                                  |
| село Вечірки                                                                        | —                   | 2           | 1           | 1           | —      | 25               | 23                    | —     | —                                          | 74                                                            | 122    | —                                  |
| село Грабарівка                                                                     | —                   | —           | 1           | 1           | —      | 100              | 10                    | —     | —                                          | 59                                                            | 169    | —                                  |
| селище Мокляки                                                                      | —                   | —           | —           | —           | —      | —                | —                     | —     | —                                          | 66                                                            | 66     | —                                  |
| селище Леляки                                                                       | —                   | —           | —           | —           | —      | 5                | —                     | —     | —                                          | 54                                                            | 59     | —                                  |
| село Круча                                                                          | —                   | —           | 1           | 2           | —      | —                | —                     | —     | —                                          | 69                                                            | 69     | —                                  |
| 1. хутір сотника Плѣковського                                                       | —                   | —           | —           | —           | —      | —                | —                     | —     | —                                          | 11                                                            | 11     | —                                  |
| 2. хутір козака Гармашевського                                                      | —                   | —           | —           | —           | —      | 1                | —                     | —     | —                                          | 11                                                            | 12     | —                                  |
| 3. хутір возного Зайковського                                                       | —                   | —           | —           | —           | —      | —                | —                     | —     | —                                          | 23                                                            | 23     | —                                  |
| 4. хутір військового товариша Пасюти                                                | —                   | —           | —           | —           | —      | —                | —                     | —     | —                                          | 3                                                             | 3      | —                                  |
| 5. хутір бунчукового товариша Щербака                                               | —                   | —           | —           | —           | —      | —                | —                     | —     | —                                          | 3                                                             | 3      | —                                  |
| 6. хутір Скочак                                                                     | —                   | —           | —           | —           | —      | —                | —                     | —     | —                                          | 17                                                            | 17     | —                                  |
| 7. хутір Сліпорідський                                                              | —                   | —           | —           | —           | —      | —                | —                     | —     | —                                          | 25                                                            | 25     | —                                  |
| 8. хутір підкоморного Александровича                                                | —                   | —           | —           | —           | —      | —                | —                     | —     | —                                          | 22                                                            | 22     | —                                  |
| 9. хутір Салівка (нині с. Почаївка)                                                 | —                   | —           | —           | —           | —      | —                | —                     | —     | —                                          | 30                                                            | 30     | —                                  |
| 10. хутір осавула і козаків Філоненків                                              | —                   | 1           | —           | —           | —      | 5                | —                     | —     | —                                          | 19                                                            | 24     | —                                  |
| 11. хутір бунчукового товариша Свічки                                               | —                   | —           | —           | —           | —      | —                | —                     | —     | —                                          | 1                                                             | 1      | —                                  |
| 12. хутір Шеляхівський                                                              | —                   | —           | —           | —           | —      | —                | —                     | —     | —                                          | 24                                                            | 24     | —                                  |
| 13. хутір таємного радника Теплова                                                  | —                   | —           | —           | —           | —      | —                | —                     | —     | —                                          | 2                                                             | 2      | —                                  |
| 14. хутір Гришківка (нині зникле село в однойменному заказнику?)                    | —                   | —           | —           | —           | —      | —                | —                     | —     | —                                          | 19                                                            | 19     | —                                  |
| 15. хутір Пологівський                                                              | —                   | —           | —           | —           | —      | —                | —                     | —     | —                                          | 3                                                             | 3      | —                                  |
| 16. хутір вдови Огроновичової                                                       | —                   | —           | —           | —           | —      | —                | —                     | —     | —                                          | 7                                                             | 7      | —                                  |
| 17. хутір тої ж Огроновичової                                                       | —                   | —           | —           | —           | —      | —                | —                     | —     | —                                          | 4                                                             | 4      | —                                  |
| 18. хутір Проценківський                                                            | —                   | —           | —           | —           | —      | —                | —                     | —     | —                                          | 11                                                            | 11     | —                                  |
| 19. хутір священика Лазорського нащадків                                            | —                   | —           | —           | —           | —      | —                | —                     | —     | —                                          | 3                                                             | 3      | —                                  |
| 20. хутір військового товариша Гербаневського з братами                             | —                   | —           | —           | —           | —      | —                | —                     | —     | —                                          | 8                                                             | 8      | —                                  |
| 21. хутір того ж Гербаневського                                                     | —                   | —           | —           | —           | —      | —                | —                     | —     | —                                          | 8                                                             | 8      | —                                  |
| 22. хутір військового товариша Худолія                                              | —                   | —           | —           | —           | —      | —                | —                     | —     | —                                          | 12                                                            | 12     | —                                  |
| 23. хутір осавулів сотенних Таранових                                               | —                   | 2           | —           | —           | —      | —                | —                     | —     | —                                          | 3                                                             | 3      | —                                  |
| 24. хутір значкового товариша Ставровського                                         | 1                   | —           | —           | —           | —      | —                | —                     | —     | —                                          | 11                                                            | 11     | —                                  |
| 25. хутір Архемівка                                                                 | —                   | —           | —           | —           | —      | —                | —                     | —     | —                                          | 9                                                             | 9      | —                                  |
| 26. хутір бунчукового товариша Гамалѣ                                               | —                   | —           | —           | —           | —      | —                | —                     | —     | —                                          | 1                                                             | 1      | —                                  |
| 27. хутір Пасѣчний                                                                  | —                   | —           | —           | —           | —      | —                | —                     | —     | —                                          | 1                                                             | 1      | —                                  |
| 28. хутір ранговий обозного Кулябки                                                 | —                   | —           | —           | —           | —      | —                | —                     | —     | 3                                          | —                                                             | 3      | —                                  |
| 29. хутір військового товариша Максимовича                                          | —                   | —           | —           | —           | —      | —                | 1                     | —     | —                                          | 10                                                            | 10     | —                                  |
| 30. хутір ад'ютанта Закревського                                                    | —                   | —           | —           | —           | —      | —                | —                     | —     | —                                          | 1                                                             | 1      | —                                  |
| 31. хутір хорунжого сотенного Верховського                                          | —                   | —           | —           | —           | —      | —                | —                     | —     | —                                          | 1                                                             | 1      | —                                  |
| 32. хутори отамана Гербаневського 33. сотника Сахновського 34. і кассира Курила 35. | —                   | —           | —           | —           | —      | —                | —                     | —     | —                                          | 4                                                             | 4      | —                                  |
| 36. хутори осавула полкового 37. Савицького                                         | —                   | —           | —           | —           | —      | —                | —                     | —     | —                                          | 2                                                             | 2      | —                                  |
| 38. хутір військового товариша Максимовича і возного Зайковського                   | —                   | —           | —           | —           | —      | —                | —                     | —     | —                                          | 3                                                             | 3      | —                                  |
| 39. хутір того ж Зайковського                                                       | —                   | —           | —           | —           | —      | —                | —                     | —     | —                                          | 2                                                             | 2      | —                                  |
| 40. хутір козака Павелка                                                            | —                   | —           | —           | —           | —      | —                | 1                     | —     | —                                          | 1                                                             | 2      | —                                  |
| 41. хутір вдови Марії Ограновичевої                                                 | —                   | —           | —           | —           | —      | —                | —                     | —     | —                                          | 2                                                             | 2      | —                                  |
| 42. хутір козачки Паньчихи                                                          | —                   | —           | —           | —           | —      | —                | 1                     | —     | —                                          | 1                                                             | 2      | —                                  |
| 43. хутір козака Верхогляда                                                         | —                   | —           | —           | —           | —      | —                | —                     | —     | —                                          | 1                                                             | 1      | —                                  |
| 44. хутори Уляни Ограновичевої 45. і військового товариша Самойловича               | —                   | —           | —           | —           | —      | —                | —                     | —     | —                                          | 3                                                             | 3      | —                                  |
| 46. хутір вдови Павлової Ограновичевої                                              | —                   | —           | —           | —           | —      | —                | —                     | —     | —                                          | 2                                                             | 2      | —                                  |
| 47. хутір сотника Сахновського                                                      | —                   | —           | —           | —           | —      | —                | —                     | —     | —                                          | 1                                                             | 1      | —                                  |
| 48. хутір бунчукового товариша Щербака                                              | —                   | —           | —           | —           | —      | —                | —                     | —     | —                                          | 1                                                             | 1      | —                                  |
| 49. хутір бунчукового товариша Свічки                                               | —                   | —           | —           | —           | —      | —                | —                     | —     | —                                          | 1                                                             | 1      | —                                  |
| 50. хутір сотника Сахновського                                                      | —                   | —           | —           | —           | —      | —                | —                     | —     | —                                          | 1                                                             | 1      | —                                  |
| 51. хутір колезького канцеляриста Вакуловича                                        | —                   | —           | —           | —           | —      | —                | —                     | —     | —                                          | 2                                                             | 2      | —                                  |
| 52. хутір військового товариша Пасюти                                               | —                   | —           | —           | —           | —      | —                | —                     | —     | —                                          | 1                                                             | 1      | —                                  |
| 53. хутір полковника Марковича                                                      | —                   | —           | —           | —           | —      | —                | —                     | —     | —                                          | 1                                                             | 1      | —                                  |
| 54. хутір козака Бойка                                                              | —                   | —           | —           | —           | —      | —                | —                     | —     | —                                          | 1                                                             | 1      | —                                  |
| 55. хутір козаків Юрченків                                                          | —                   | —           | —           | —           | —      | —                | —                     | —     | —                                          | 2                                                             | 2      | —                                  |
| 56. хутір військового товариша Кучера                                               | —                   | —           | —           | —           | —      | —                | —                     | —     | —                                          | 1                                                             | 1      | —                                  |
| 57. хутори бунчужного генерального 58. Тарнавського і возного Зайковського          | —                   | —           | —           | —           | —      | —                | —                     | —     | —                                          | 8                                                             | 8      | —                                  |
| Разом у частині сотні 1-ї Пирятинської                                              | 37                  | 50          | 30          | 25          | —      | 1015             | 352                   | —     | 169                                        | 2776                                                          | 4312   | 10738                              |
| Відійшли до Лубенського повіту (Київського намісництва):                            |                     |             |             |             |        |                  |                       |       |                                            |                                                               |        |                                    |
| селище Корніївка                                                                    | —                   | —           | —           | —           | —      | —                | —                     | —     | —                                          | 103                                                           | 103    | —                                  |
| село Городище                                                                       | 1                   | —           | 1           | 2           | —      | —                | —                     | —     | —                                          | 155                                                           | 155    | —                                  |
| 1. хутір Селище                                                                     | —                   | —           | —           | —           | —      | —                | —                     | —     | —                                          | 4                                                             | 4      | —                                  |
| 2. хутір на ярах бунчукового товариша Свічки                                        | —                   | —           | —           | —           | —      | —                | —                     | —     | —                                          | 3                                                             | 3      | —                                  |
| 3. хутір того ж Свічки                                                              | —                   | —           | —           | —           | —      | —                | —                     | —     | —                                          | 2                                                             | 2      | —                                  |
| 4. хутір бунчукового товариша Марковича                                             | —                   | —           | —           | —           | —      | —                | —                     | —     | —                                          | 1                                                             | 1      | —                                  |
| 5. хутір Лутаївої Греблі (нині — Лутайка?)                                          | —                   | —           | —           | —           | —      | —                | —                     | —     | —                                          | 12                                                            | 12     | —                                  |
| 6. хутір бунчукового Свічки і військового товаришів Пасюти                          | —                   | —           | —           | —           | —      | —                | —                     | —     | —                                          | 18                                                            | 18     | —                                  |
| Разом у частині сотні 1-ї Пирятинської                                              | 1                   | —           | 1           | 2           | —      | —                | —                     | —     | —                                          | 298                                                           | 298    | 698                                |
| Відійшли до Золотоніського повіту (Київського намісництва):                         |                     |             |             |             |        |                  |                       |       |                                            |                                                               |        |                                    |
| слобода Хуторцѣ                                                                     | 1                   | —           | —           | —           | —      | —                | 5                     | —     | —                                          | 85                                                            | 90     | —                                  |
| слобода Каївка                                                                      | —                   | —           | —           | —           | —      | —                | —                     | —     | —                                          | 64                                                            | 64     | —                                  |
| слобода Петрівка                                                                    | —                   | —           | —           | —           | —      | —                | —                     | —     | —                                          | 98                                                            | 98     | —                                  |
| До слободи Каївка: 1. хутір бунчукового т. Свічки                                   | —                   | —           | —           | —           | —      | —                | —                     | —     | —                                          | 1                                                             | 1      | —                                  |
| 2. хутір бунчукового т. Маркевича                                                   | —                   | —           | —           | —           | —      | —                | —                     | —     | —                                          | 2                                                             | 2      | —                                  |
| Разом у частині сотні 1-ї Пирятинської                                              | 1                   | —           | —           | —           | —      | —                | 5                     | —     | —                                          | 250                                                           | 255    | 271                                |
| Всього у сотні 1-й Пирятинській                                                     | 39                  | 50          | 31          | 27          | —      | 1015             | 357                   | —     | 169                                        | 3324                                                          | 4865   | 11707                              |